# Secret of Evermore
Secret of Evermore är ett rollspel till SNES, utgivet av Square i Nordamerika den 1 oktober 1995 och i februari 1996 PAL-territorierna Europa och Australien. Secret of Evermore var det enda Squarespelet som utvecklades i Nordamerika.

## Handling
En pojke och hans hund förflyttas till en fantasivärld skapad av en uppfinnare. Spelaren styr både pojken och hans hamnskiftande hund genom Evermore, en värld bestående av olika delar, där varje del skildrar en del av världshistorien. Spelet innehåller flera likheter med Secret of Mana, som realtidsstrider, en ring-formad meny, och möjligheten att välja mellan att kontrollera två olika huvudfigurer. Spelet utspelar sig dock inte i Mana-serien.

## Utveckling
Secret of Evermore blev det enda spel som Square Soft, Inc. i Redmond, Washington fullbordade även om utvecklingen av ett realtidsstrategispel med namnet Alien Reign hade påbörjats innan dotterbolaget stängdes ned i april 1996. Brian Fehdrau, som var lead programmer, var den förste att anställas i arbetslaget och han arbetade på kontoret i Redmond tills det lades ned.

## Marknadsföring
En trettio sekunder lång TV-reklam producerades av reklambyrån McFarland Richards and Graf, som tidigare var belägna i Seattle, Washington. En betaversion av Secret of Evermore visades upp under E3 i maj 1995.

## Lansering och mottagande
| Mottagande      | Mottagande      |
| Recensionsbetyg | Recensionsbetyg |
| Publikation     | Betyg           |
| --------------- | --------------- |
| Junior Data     | [ 7 ]           |
| Level           | Negativ         |

Secret of Evermore lanserades sent under Super Nintendo Entertainment Systems livstid. Bergsala, som vid tidpunkten ansvarade för Nintendos distribution i Sverige, importerade spelet under 1996. Dock fick spelet inte någon skandinavisk utgåva (regionskod SCN) utan istället lanserades spelet med den spanska/portugisiska utgåvan (regionskod GPS, Game Pak Software) även i Sverige, med en fristående instruktionsmanual på svenska.
När Fredrik Schaufelberger på Level skrev om Secret of Evermore år 2010 var han negativt inställd. Även om Schaufelberger var positiv till spelets soundtrack skrev han att "[Secret of Evermore är ett] exempel på allt som är vidrigt med amerikanska rollspel" och att det är ett "fånigt, charmlöst och på alla plan ointressant skräpspel [...]."